# 扬·普罗哈兹卡
扬·普罗哈兹卡（捷克語：Jan Procházka，1929年2月4日—1971年2月20日），是捷克作家、编剧、政治家，捷共中央候补委员、捷克斯洛伐克作家联盟副主席。1967年在《文学报》上盛赞前总统托马斯·马萨里克，反对安東寧·諾沃提尼推行的斯大林模式。